# Agonica
Agonica is een geslacht van kevers uit de familie van de loopkevers (Carabidae). De wetenschappelijke naam van het geslacht is voor het eerst geldig gepubliceerd in 1920 door Sloane.

## Soorten
Het geslacht Agonica omvat de volgende soorten:
- Agonica ovalipennis Sloane, 1920
- Agonica simsoni Sloane, 1920
- Agonica victoriensis Moore, 1963